# Batalha de Caristão
A Batalha de Caristão (em persa: خاريستان; romaniz.: Kharistan) foi travada entre as forças do Califado Omíada e do Grão-Canato Turguexe em dezembro de 737 perto da cidade de Caristão em Gusgã, a leste do Coração (moderno norte do Afeganistão). Os omíadas, sob o governador do Coração, Assade ibne Abedalá Alcáceri, conseguiram surpreender e derrotar o grão-cã Suluque e seu aliado, o renegado árabe Alarite ibne Suraije.
Os exércitos árabes do Califado Omíada haviam conquistado a maior parte da Transoxiana nos primeiros anos do século VIII, como parte das conquistas muçulmanas. De c. 720, o domínio omíada foi cada vez mais desafiado por ataques dos nômades turcos de Turguexe do norte e revoltas dos príncipes nativos da Transoxiana. Após uma grande derrota na Batalha do Desfiladeiro em 731, os omíadas perderam o controle da maior parte da Transoxiana, enquanto em 734-736 Alarite ibne Suraije liderou uma grande rebelião contra os governadores do califado no próprio Coração. A nomeação do veterano Assade ibne Abedalá Alcáceri trouxe a derrota de ibne Suraije, mas em 737 a tentativa de Assade de restaurar o controle omíada sobre Cutal terminou em um desastre quando os turguexes atacaram seu exército. Embora Assade tenha conseguido salvar a maior parte de sua força, sofreu pesadas baixas e perdeu a maior parte do trem de bagagem de seu exército e sua escolta na Batalha da Bagagem em 30 de setembro. Assade retirou-se para Balque, deixando o campo aos turguexes.
Enquanto o exército árabe se desmobilizava e voltava para suas casas no inverno, o grão-cã Suluque, agora aconselhado por ibne Suraije, lançou uma invasão do Baixo Tocaristão. Isso deixou Assade com muito menos homens para enfrentar a invasão turguexe, mas quando o grão-cã dispersou seu exército para atacar e coletar forragem, Assade aproveitou a oportunidade para enfrentá-lo. Com 7 000 homens, surpreendeu Suluque, que tinha apenas cerca de 4 000 soldados, e o derrotou perto de Caristão. O Suluque e ibne Suraije conseguiram fugir, mas seu acampamento caiu nas mãos dos árabes, e a maioria dos bandos errantes do exército turguexes foram destruídos. Esta vitória inesperada reforçou a posição omíada ameaçada no Coração, enquanto diminuía o prestígio de Suluque, que foi vítima de rivalidades no início de 738. O sucessor de Assade, Nácer ibne Saiar foi capaz de usar o colapso do poder turguexe, e por volta de 743 restaurou a posição árabe na Transoxiana quase ao que era antes da intervenção turguexe.

## Antecedentes
A região de Transoxiana (em árabe: Ma wara 'al-nahr) foi conquistada pelos árabes muçulmanos do Califado Omíada sob Cutaiba ibne Muslim em 705-715, após a conquista muçulmana da Pérsia e do Coração em meados do século VII. A lealdade das populações iranianas e turcas nativas da Transoxiana aos omíadas permaneceu questionável, no entanto, e em 719 os vários príncipes da Transoxiana enviaram uma petição à corte chinesa e seus vassalos turguexes por ajuda militar contra califas. Em resposta, desde cerca de 720, os turguexes lançou uma série de ataques contra os omíadas na Transoxiana, juntamente com revoltas entre os soguedianos nativos. Os governadores omíadas inicialmente conseguiram suprimir a agitação, mas o controle sobre o vale de Fergana foi perdido e em 724 os árabes sofreram um grande desastre (o "Dia da Sede") enquanto tentavam recapturá-lo. O governo omíada fez algumas tentativas tímidas para aplacar a população local e ganhar o apoio das elites locais, mas em 728 eclodiu uma revolta em grande escala. Com a ajuda turguexe, as guarnições omíadas foram removidas e o califado perdeu a maior parte da Transoxiana, exceto na região ao redor de Samarcanda.
Os omíadas sofreram outra grande derrota na Batalha do Desfiladeiro em 731, após a qual Samarcanda também foi perdida. Os soguedianos sob Guraque recuperaram sua independência, enquanto a atividade militar muçulmana ao norte do rio Oxo foi severamente reduzida, com os omíadas concentrando seus esforços em manter o controle dos principados do Tocaristão, no vale superior do Oxo. Além disso, as autoridades omíadas estavam preocupadas com a rebelião de Alarite ibne Suraije no próprio Coração. A revolta estourou no início de 734, espalhou-se rapidamente pela província e reuniu o apoio de grande parte da população indígena iraniana. A certa altura, o exército rebelde chegou a ameaçar a capital da província, Marve. A chegada do experiente Assade ibne Abedalá Alcáceri, que serviu como governador do Coração em 724-727 e agora trouxe consigo 20 000 veteranos e soldados sírios leais, conseguiu reverter a maré e suprimir a revolta de ibne Suraije, embora o líder rebelde conseguiu escapar.
Em 737, Assade lançou uma campanha contra o Principado de Cutal, cujos governantes apoiaram os turguexes e a rebelião de ibne Suraije. Assade foi inicialmente bem-sucedido, mas os cutais pediram ajuda turguexe. O grão-cã Suluque liderou cerca de 50 000 de seus homens para o sul em resposta. Assade recebeu muito pouco conhecimento disso e, com a aproximação inimiga, o exército omíada entrou em pânico e fugiu para o Oxo. Em meio a muita confusão, e com os turguexes em seus calcanhares, as tropas omíadas conseguiram cruzar o rio. Eles foram seguidos, no entanto, pelos turguexes, que atacaram-nos em seu acampamento. No dia seguinte, 30 de setembro, os turguexes encontraram e capturaram o trem de bagagem omíada e aniquilaram o contingente aliado dos omíadas em Chaganiã, que Assade havia despachado na frente, na chamada "Batalha da Bagagem".

## Batalha
A campanha foi um desastre para Assade e seu exército agora principalmente sírio; O controle dos omíadas ao norte do Oxo entrou em colapso e, embora o governador tenha conseguido escapar da destruição completa, sofreu consideráveis baixas. Assade liderou suas tropas de volta a Balque, mas os turguexes permaneceram no Tocaristão, onde se juntaram a ibne Suraije. Como os árabes normalmente não faziam campanha durante o inverno, Assade desmobilizou seus homens. Por insistência de ibne Suraije, por outro lado, o grão-cã decidiu lançar um ataque de inverno no Baixo Tocaristão, na esperança de incitar a população local numa revolta contra os omíadas. Nisto, foi acompanhado não apenas por ibne Suraije e seus seguidores, mas também pela maioria dos príncipes nativos de Soguediana e Tocaristão.
Asad foi informado disso na noite de 7 de dezembro, quando as mensagens chegaram a Balque de que os turguexes e seus aliados, cerca de 30 000 homens, estavam na fortaleza próxima de Jazá.[a] Assade ordenou que fogueiras de sinalização fossem acesas e mobilizou suas tropas, embora teve que pagar a cada homem vinte dirrãs para persuadi-los a lutar. Inicialmente recusou-se a pedir a ajuda dos árabes coraçanes locais, indicando o nível de desconfiança existente agora entre estes e os representantes do regime omíada; no final, entretanto, cedeu e reuniu uma força de 7 000 homens. Nesse ínterim, Suluque atacou Culme, mas depois de ser repelido marchou para Peroz Naquexer / Peroz Baquexim.[b] Contornando Balque, os turguexes tomaram a capital de Gusgã,[c] e depois dispersaram e enviaram grupos de ataque montados em todas as direções, com alguns alcançando até Pequena Marve, cerca de 350 quilômetros (220 milhas) ao sudeste de Balque. Isso possivelmente foi feito em busca de forragem, já que um exército tão grande não poderia ser sustentado durante o inverno. Contra as expectativas de ibne Suraije, no entanto, o governante de Gusgã escolheu ficar ao lado de Assade, que, informado desses eventos pelo governador de Culme, partiu para enfrentar os turguexes.
O relato em Atabari da batalha que se seguiu é confuso e, de acordo com o orientalista H. A. R. Gibb, "mostra as marcas do remanejamento", mas parece que Assade conseguiu surpreender o governante turguexe e ibne Suraije perto de Caristão. De acordo com Atabari, Assade soube da dispersão do exército turguexe quando sua guarda avançada, 300 cavaleiros sob Almançor ibne Salim Albajali, encontraram um grupo de reconhecimento turguexe de igual tamanho, derrotaram-nos e fizeram alguns turguexes prisioneiros. Assade então marchou, acampando primeiro na aldeia de Sidra, depois em Caristão,[d] até que finalmente chegou a um local a cerca de duas parasangas - cerca de 10–12 quilômetros (6–7 milhas) - da capital de Gusgã.
De acordo com o relatório de Anre ibne Muça, transmitido por Atabari, Assade deu o comando de sua linha de batalha a Alcacim ibne Bucaite Almugaragui. Este último colocou os contingentes tribais azeditas e tamimitas, bem como o governante de Gusgã e sua comitiva pessoal (xaquírias) e os contingentes dos distritos sírios de Filastine (sob Muçabe ibne Anre Alcuzai) e Quinacerim (sob Magra ibne Amar Anumairi) à direita, enquanto a esquerda era mantida pelos rebiaítas (sob Iáia ibne Hudaine) e o contingente dos distritos de Homs (sob Jafar ibne Hanzalá Albarani) e Jordânia (sob Soleimão ibne Anre Almucri). Almançor Albajali comandou a vanguarda como antes, reforçada pelas tropas do distrito de Damasco (sob Hanlá ibne Nuaim Alcalbi) e a comitiva pessoal de Assade. O grão-cã, que tinha apenas 4 000 de seus homens consigo, colocou ibne Suraije e seus seguidores à direita, enquanto o resto de sua força consistia em seus turguexes e em contingentes dos príncipes da Transoxiana - Atabari implica que estavam lá em pessoa, mas isso é improvável - incluindo os governantes de Soguediana, Chache (Tasquente), Usrusana, Cutal e o jabegu do Tocaristão.
No confronto que se seguiu, os turguexes sob ibne Suraije foram vitoriosos, supostamente alcançando a tenda de Assade. No entanto, depois que os árabes atacaram pela retaguarda - supostamente por sugestão do governante de Gusgã - os turguexes e seus aliados se separaram e fugiram. Em sua fuga, abandonaram seu acampamento com suas mulheres, incluindo a esposa do grão-cã; ela foi esfaqueada por um servo eunuco para evitar que fosse levada cativa. Os omíadas também recuperaram os enormes despojos tomados pelos turguexes, incluindo 155 000 ovelhas, "todo tipo de vasilha de prata" e muitos cativos muçulmanos. Suluque mal conseguiu escapar, pois seu cavalo ficou preso na lama. Felizmente para ele, os muçulmanos não o reconheceram e foi resgatado por ibne Suraije.
Assade dividiu os despojos entre seus homens, enviando as mulheres cativas turguexes para a nobreza fundiária iraniana local, os degãs. Permaneceu no local de sua vitória por cinco dias, antes de retornar a Balque, nove dias após sua partida. De lá, partiu para Jazá, para onde o grão-cã havia fugido. Suluque fugiu antes da perseguição omíada, mas os árabes logo foram prejudicados por fortes chuvas e neve, permitindo a Suluque e ibne Suraije escapassem para o Alto Tocaristão, de onde seguiram para Usrusana. Os grupos de assalto turguexe deixados para trás no Coração foram capturados ou destruídos um a um por Assade e seus oficiais, e apenas alguns soguedianos conseguiram escapar de volta através do Oxo.

## Rescaldo
"Nessa escaramuça no Caristão, pois foi um pouco mais, dependia o destino do domínio árabe, não apenas na Transoxânia, mas possivelmente até mesmo no Coração, pelo menos no futuro imediato. [...] O Caristão não foi apenas o ponto de viragem na sorte dos árabes na Ásia Central, mas deu o sinal para a queda do poder turguexe, que estava ligado ao prestígio pessoal de [Suluque]."

H. A. R. Gibb
A resolução de Assade em confrontar o grão-cã e a sábia escolha estratégica de fazer de Balque sua residência valeram a pena e permitiram que salvasse uma situação que, após várias derrotas nas mãos dos turguexes, parecia aparentemente sem esperança - de fato, o califa omíada, Hixame ibne Abedal Maleque (r. 724–743), disse ter ficado incrédulo com as primeiras notícias da vitória de Assade. A vitória em Caristão consolidou a posição árabe no Coração, e particularmente no Tocaristão, onde os governantes nativos leais restantes certamente teriam passado aos turguexes se este último tivesse vencido ou permanecido sem oposição. Por outro lado, a derrota diminuiu o prestígio de Suluque e pode ter possivelmente desempenhado um papel em seu assassinato no início de 738, embora as rivalidades entre os turguexes, alimentadas pela corte chinesa, fossem mais diretamente responsáveis por isso. O Grão-Canato Turguexe então entrou em conflito interno e parou de ser uma séria ameaça aos interesses omíadas na área. Como resultado, a Batalha de Caristão é considerada um ponto de viragem para a fortuna muçulmana na Ásia Central.
Sob o sucessor de Assade, Nácer ibne Saiar, os exércitos omíadas recuperaram a maior parte da Transoxiana por volta de 743, e com a Batalha de Talas em 751 e a turbulência da Rebelião Ã Xi, que encerrou a influência chinesa na Ásia Central, o domínio muçulmano na região foi assegurado. No entanto, as perdas sofridas pelos sírios sob o comando de Assade na campanha de 737 em Cutal foram de importância particularmente grave no longo prazo, já que o exército sírio era o principal pilar do regime omíada. Seu declínio numérico no Coração significava que os árabes nascidos no Coração não podiam mais ser completamente controlados pela força; isso abriu o caminho não apenas para a nomeação de um governador árabe coraçane na pessoa de Nácer ibne Saiar, mas também, eventualmente, na eclosão da Revolução Abássida que derrubou o regime omíada.